# Liste der Monuments historiques in Lallaing
Die Liste der Monuments historiques in Lallaing führt die Monuments historiques in der französischen Gemeinde Lallaing auf.

## Liste der Bauwerke
| Bezeichnung                     | Beschreibung                  | Standort                     | Kennzeichnung | Schutzstatus | Datum | Bild           |
| ------------------------------- | ----------------------------- | ---------------------------- | ------------- | ------------ | ----- | -------------- |
| Borne de Quéviron               | Grenzstein, 1288              | Marais-des-Six-Villes (Lage) | PA00107559    | Inscrit      | 1926  | weitere Bilder |
| Schloss der Grafen von Lallaing | Erbaut im 14./15. Jahrhundert | Place Jean Jaurès (Lage)     | PA59000093    | Inscrit      | 2003  | weitere Bilder |

## Liste der Objekte
- Monuments historiques (Objekte) in Lallaing in der Base Palissy des französischen Kultusministeriums